# Conseil consultatif (Oman)
Pour les autres articles nationaux ou selon les autres juridictions, voir Conseil consultatif.
Xe législature
Bâtiment du Conseil d'Oman
Le Conseil consultatif — ou Conseil de la Choura (en arabe : ﻣﺠﻠﺲ ﺍﻟشورَى romanisé : Majlis ach-Choura) — est la chambre basse du Conseil d'Oman, le parlement bicaméral d'Oman. 
La chambre est créée en 1991 par le sultan Qabus ibn Saïd.

## Histoire
Avant 1981, le Conseil consultatif est un organe législatif monocaméral de l'Imamat d'Oman, jusqu'à sa dissolution en 1959,.

## Composition
Le Conseil consultatif est composé de 90 sièges pourvus tous les quatre ans au scrutin majoritaire à un tour dans 61 circonscriptions correspondant aux wilayah du pays et dotées d'un ou deux sièges en fonction de leurs populations. Celles de plus de 30 000 habitants sont ainsi dotées de deux sièges, tandis que celles en comportant moins n'en sont dotées que d'un. Dans chacune d'elles, le candidat ou les deux candidats arrivés en tête sont déclarés élus. Le total de sièges suit l'augmentation de la population du pays. Il passe ainsi de 85 en 2015 à 86 en 2019, puis 90 en 2023,,.
Les partis politiques étant interdits au sultanat d'Oman, l'ensemble des candidats se présentent sans étiquette. Le droit de vote s’acquiert à 21 ans, tandis que les candidats doivent être âgés d'au moins 30 ans. Il n'y a pas de limitation du nombre de mandats. Depuis 2023, le vote électronique est autorisé.

## Conditions d'éligibilités
- Être de nationalité omanaise ;
- Être âgé d'au moins 30 ans selon le calendrier grégorien à la date de début de la candidature ;
- Posséder au moins un diplôme d'enseignement général ;
- N'avoir jamais été condamné pour un crime ou un délit impliquant une turpitude morale ou une confiance, même s'il est réhabilité ;
- Être inscrit sur les listes électorales ;
- Ne pas être affilié à une autorité militaire ou de sécurité ;
- Ne pas faire l'objet d'une interdiction judiciaire ;
- Ne pas souffrir d'une maladie mentale.

## Présidence
- Président : Khalid Al Mawali
- Secrétaire général : Ahmed Al Nadabi